# Вишогруд
Вишо́груд (Вишо́ґруд, пол. Wyszogród) — місто в центральній Польщі, на річці Вісла.
Належить до Плоцького повіту Мазовецького воєводства.

## Відомі люди
- Земовит III — князь у Вишогруді

## Демографія
Демографічна структура станом на 31 березня 2011 року:
|          | Загалом | Допрацездатний вік | Працездатний вік | Постпрацездатний вік |
| -------- | ------- | ------------------ | ---------------- | -------------------- |
| Чоловіки | 1369    | 270                | 961              | 138                  |
| Жінки    | 1392    | 234                | 829              | 329                  |
| Разом    | 2761    | 504                | 1790             | 467                  |